# بار (الراين الأسفل)
بار (بالفرنسية: Barr, Bas-Rhin)‏ هي بلدية تقع في إقليم الراين الأسفل من منطقة ألزاس في شمال شرق فرنسا. تبلغ مساحة هذه المدينة 20.61 (كم²)، يبلغ عدد سكانها 6787 نسمة حسب إحصاء المعهد الوطني للإحصاء والدراسات الاقتصادية سنة 2009 م. وترأس Gilbert Scholly البلدية خلال فترة (2008 - 2014).

## أعلام
- ريتشارد هارتمان
- ألبرت وولف
- يوهان هيرمان

## وصلات خارجية
- صفحة البلدية على موقع المعهد الوطني للإحصاء والدراسات الاقتصادية